# Sidi Smail
Sidi Smail oder Sidi Smaïl (arabisch سيدي اسماعيل; Zentralatlas-Tamazight ⵙⵉⴷⵉ ⵙⵎⴰⵄⵉⵍ Sidi Smaɛil) ist eine marokkanische Kleinstadt mit etwa 5000 und Hauptort einer Landgemeinde (commune rurale) mit ca. 32.000 Einwohnern in der Provinz El Jadida in der Region Casablanca-Settat.

## Lage und Klima
Sidi Smail liegt etwa 48 km südlich von El Jadida in der historischen Region Doukkala in einer Höhe von ca. 145 m; die Entfernung nach Marrakesch beträgt ungefähr 154 km in südöstlicher Richtung. Das Klima ist in hohem Maße vom Atlantik beeinflusst und für marokkanische Verhältnisse gemäßigt.

## Bevölkerung
| Jahr      | 1994   | 2004   | 2014   | 2024   |
| Einwohner | 22.713 | 24.569 | 28.733 | 32.694 |

Die Bevölkerung ist überwiegend berberischer Abstammung und größtenteils in der zweiten Hälfte des 20. Jahrhunderts aus den umliegenden Bergregionen zugewandert. Man spricht neben den Berberdialekten auch Marokkanisches Arabisch.

## Wirtschaft
Die Bewohner früherer Zeiten lebten als Selbstversorger von den Erträgen ihrer Felder und von ein wenig Viehzucht. Diese Situation änderte sich allmählich erst während des Französischen Protektorats und nach der Unabhängigkeit Marokkos. Sidi Smail ist heute ein wichtiger Verkehrsknotenpunkt mit zahlreichen Kleinhändlern, Handwerkern und Dienstleistern.

## Geschichte
Über die frühere Geschichte des Ortes ist nichts bekannt. Seit mehreren Jahrhunderten existiert eine regional bedeutsame Bruderschaft (zaouia) zu Ehren des Ortsheiligen.

## Sehenswürdigkeiten
Außer einer Gruppe von drei Marabout-Grabmälern und einer modernen Moschee verfügt der weitgehend moderne Ort über keinerlei historisch oder kulturell bedeutsame Sehenswürdigkeiten.